# Sigge Fürst
Sigge Fürst (3 de noviembre de 1905 – 11 de junio de 1984) fue un actor teatral y cinematográfico, cantante y locutor radiofónico de nacionalidad sueca. 

## Biografía
Su verdadero nombre era Karl Sigurd Tore Fürst, y nació en Estocolmo, Suecia. Tras superar su examen de graduación studentexamen en 1925, acudió a la escuela de policía de Estocolmo entre 1925 y 1927, trabajando hasta 1930 como policía de su ciudad natal, papel que desempeñaría más tarde en varias películas. Así, con el papel de agente Björk, fue el único actor en participar en las tres películas dedicadas al personaje Kalle Blomkvist rodadas en las décadas de 1940 y 1950.
Fürst empezó a actuar en 1930 en el Teatro Oscar de Estocolmo. En los años 1930 interpretó revista en el teatro Folkets hus de esa ciudad. A partir de esos años, y a lo largo de más de treinta, también actuó en giras por diferentes parques públicos (folkpark) de su país. Fue también un cantante muy apreciado, grabando varios discos, con títulos como Samling vid pumpen, Mopedpolska, Stadsbudsvisan y Vi har skjutit en gök.
Sigge Fürst fue presentador del muy apreciado programa radiofónico Frukostklubben durante todo el tiempo que duraron sus emisiones (1946–1949 y 1955–1978). Aunque sobre todo fue un actor teatral, también actuó en numerosas producciones cinematográficas y en algunas televisivas, entre estas últimas Sigges cirkus en 1956–1959.
A partir de los años 1940, Fürst trabajó en varios teatros privados de Estocolmo y, durante un prolongado tiempo, en el Teatro Intiman, donde actuó en la obra The Teahouse of the August Moon, que tuvo más de 500 representaciones. Además, hizo uno de los principales personajes de Tolv edsvurna män.
Fürst fue contratado para trabajar en el Teatro Dramaten a principios de los años 1960 por Ingmar Bergman. Entre sus papeles en dicho centro figuran el de Puntila en la pieza de Bertolt Brecht Puntila och hans dräng Matti, con Thommy Berggren. En ocasiones dejaba  el Dramaten para actuar en el Teatro Oscar, donde actuó junto a Jarl Kulle en My Fair Lady y en Hur man lyckas i affärer utan att egentligen anstränga sig. En 1979 hizo otro de sus papeles destacados, el de Daddy Warbucks, junto a actores como Pernilla Wahlgren, en el musical Annie, representado en el Teatro Folkan.
Pocos meses antes de fallecer en 1984, Sigge Fürst encarnó a Bamsefar en la obra Klas Klättermus. Falleció en el Municipio de Danderyd a causa de un cáncer de pulmón, y fue enterrado en el Cementerio de la parroquia de Danderyd.
Sigge Fürst había estado casado con Ingrid Wallin desde el año 1935, y era padre de Lena Fürst, Lennart Fürst y Håkan Fürst. Era hermano de Karl-Erik Fürst, jugador de hockey sobre hielo perteneciente al club Allmänna Idrottsklubben.

## Premios
- 1982 : Premio Litteris et Artibus

## Filmografía
- 1928 : Hans Kungl. Höghet shinglar
- 1931 : Falska miljonären
- 1931 : Trötte Teodor
- 1931 : Skepparkärlek
- 1932 : Hans livs match
- 1932 : Landskamp
- 1932 : Lyckans gullgossar
- 1932 : Kärlek och kassabrist
- 1932 : Jag gifta mig – aldrig
- 1933 : Tystnadens hus
- 1933 : Giftasvuxna döttrar
- 1933 : Kära släkten
- 1934 : Simon i Backabo
- 1934 : Pettersson - Sverige
- 1934 : Falska Greta
- 1934 : Karl Fredrik regerar
- 1934 : Marodörer
- 1934 : Hon eller ingen
- 1934 : Havets melodi
- 1936 : Samvetsömma Adolf
- 1936 : Kärlek och monopol
- 1936 : 65, 66 och jag
- 1937 : Adolf Armstarke
- 1937 : Häxnatten
- 1937 : En sjöman går iland
- 1937 : Pappas pojke
- 1937 : Pensionat Paradiset
- 1937 : Lyckliga Vestköping
- 1938 : Karriär
- 1938 : Kamrater i vapenrocken
- 1938 : Kustens glada kavaljerer
- 1938 : Herr Husassistenten
- 1939 : Hennes lilla Majestät
- 1940 : Beredskapspojkar
- 1940 : Hjältar i gult och blått
- 1940 : Kronans käcka gossar
- 1940 : Kyss henne!
- 1940 : Karusellen går
- 1940 : Gentleman att hyra
- 1941 : En kvinna ombord
- 1941 : Lärarinna på vift
- 1941 : Göranssons pojke
- 1941 : Ung dam med tur
- 1941 : Dumbo (película de 1941)Dumbo
- 1942 : Olycksfågeln nr 13
- 1943 : Professor Poppes prilliga prillerier
- 1943 : Aktören
- 1943 : Det spökar, det spökar ...
- 1943 : Katrina
- 1943 : Natt i hamn
- 1943 : Prästen som slog knockout
- 1944 : Mitt folk är icke ditt
- 1944 : Excellensen
- 1944 : En dotter född
- 1945 : Vandring med månen
- 1945 : Galgmannen
- 1945 : Skådetennis
- 1945 : Änkeman Jarl
- 1945 : Flickor i hamn
- 1945 : Flickorna i Småland
- 1945 : Pettersson & Bendels nya affärer
- 1946 : Pengar – en tragikomisk saga
- 1946 : Hotell Kåkbrinken
- 1946 : Djurgårdskvällar
- 1946 : Ballongen
- 1946 : Hundra dragspel och en flicka
- 1946 : Kärlek och störtlopp
- 1946 : Möte i natten
- 1947 : Tappa inte sugen
- 1947 : Här kommer vi
- 1947 : Tösen från Stormyrtorpet
- 1947 : Mästerdetektiven Blomkvist
- 1947 : Krigsmans erinran
- 1947 : Kronblom
- 1947 : Tant Grön, Tant Brun och Tant Gredelin
- 1948 : Marknadsafton
- 1949 : Pappa Bom
- 1949 : Pippi Långstrump
- 1949 : Kärleken segrar
- 1949 : Greven från gränden
- 1949 : Hin och smålänningen
- 1949 : Flickan från tredje raden
- 1949 : Hur tokigt som helst
- 1949 : Kvinna i vitt
- 1950 : När Bengt och Anders bytte hustrur
- 1950 : Motorkavaljerer
- 1950 : Stjärnsmäll i Frukostklubben
- 1950 : Kastrullresan
- 1950 : När kärleken kom till byn
- 1950 : Terras fönster nr 4
- 1951 : Livat på luckan
- 1951 : Sköna Helena
- 1951 : Så ska vi cykla
- 1951 : Alice i Underlandet
- 1952 : Kronans glada gossar
- 1952 : Adolf i toppform
- 1952 : Säg det med blommor
- 1952 : Snurren direkt
- 1953 : Mästerdetektiven och Rasmus
- 1953 : Un verano con Mónica
- 1953 : I dur och skur
- 1953 : Resan till dej
- 1953 : Kungen av Dalarna
- 1954 : En lektion i kärlek
- 1954 : Storm över Tjurö
- 1954 : Flicka med melodi
- 1954 : Aldrig med min kofot eller Drömtjuven
- 1954 : Salka Valka
- 1955 : Ute blåser sommarvind
- 1955 : Älskling på vågen
- 1955 : Männen i mörker
- 1956 : Ratataa
- 1956 : Lille Fridolf och jag
- 1956 : Egen ingång
- 1956 : Sjunde himlen
- 1956 : Flickan i frack
- 1956 : Litet bo
- 1956 : Syndare i filmparadiset
- 1957 : Sommarnöje sökes
- 1957 : Lille Fridolf blir morfar
- 1957 : Mästerdetektiven Blomkvist lever farligt
- 1957 : Möten i skymningen
- 1958 : Jazzgossen
- 1958 : Flottans överman
- 1959 : Bara en kypare
- 1959 : Fly mej en greve
- 1959 : Fröken Chic
- 1959 : Lejon på stan
- 1959 : Den kära leken
- 1959 : Himmel och pannkaka
- 1959 : Det var en annan historia
- 1960 : På en bänk i en park
- 1960 : Kärlekens decimaler
- 1960 : När mörkret faller
- 1960 : Tärningen är kastad
- 1961 : Pärlemor
- 1961 : Änglar, finns dom?
- 1961 : Briggen Tre Liljor
- 1962 : Raggargänget
- 1962 : Biljett till paradiset
- 1962 : Fru Warrens yrke
- 1963 : Lyckodrömmen
- 1963 : Topaze
- 1964 : Äktenskapsbrottaren
- 1965 : Festivitetssalongen
- 1965 : För vänskaps skull
- 1965 : En kopp te
- 1967 : Lorden från gränden
- 1968 : Skammen
- 1968 : Bombi Bitt och jag (serie TV)
- 1969 : Klas Klättermus
- 1969 : En passion
- 1970 : Den magiska cirkeln
- 1971 : Amala Kamala
- 1973 : Någonstans i Sverige (serie TV)
- 1979 : Trolltider (TV)
- 1979 : Bröllopsgåvan
- 1981 : Sopor
- 2003 : Skala 1:1

### Director
- 1942 : Olycksfågeln nr 13

## Teatro (selección)

### Actor
- 1930 : Farmors revolution, de Jens Locher, dirección de Pauline Brunius, Teatro Oscar[4]
- 1930 : Gustav Vasa, de August Strindberg, dirección de Gunnar Klintberg, Teatro Oscar[5]
- 1930 : En tjuvkomedi, de Berndt Carlberg, dirección de Gösta Ekman, Teatro Oscar[6]
- 1930 : Mordet i andra våningen, de Frank Vosper, dirección de John W. Brunius, Teatro Oscar[7]
- 1931 : Anständighetens vällust, de Luigi Pirandello, dirección de Anders de Wahl, gira[8]
- 1931 : Peter Pan, de James Matthew Barrie, dirección de Palle Brunius, Teatro Oscar[9]
- 1932 : Fanny, de Marcel Pagnol, dirección de Pauline Brunius, Teatro Oscar[10]
- 1932 : Hjältar, de George Bernard Shaw, dirección de John W. Brunius, Teatro Oscar[11]
- 1932 : Juvelstölden, de Ladislas Fodor, dirección de Nils Johannisson, Teatro Oscar[12]
- 1932 : Den farliga vägen, de A. A. Milne, dirección de Anders de Wahl, gira[13][14]
- 1933 : Folkets gröna ängar, de Åke Söderblom, Tor Bergström, Sten Axelson y Gösta Chatham, dirección de Ragnar Klange, Folkets hus teater[15]
- 1936 : Heja folket, de Harry Iseborg y Nisse Berggren, dirección de Ragnar Klange, Folkets hus teater[16]
- 1936 : 65, 66 och jag, de Axel Frische, dirección de Ragnar Klange, Folkets hus teater[17]
- 1937 : Här kommer jag, de Axel Frische y Fleming Lynge, dirección de Ragnar Klange, Folkets hus teater[18]
- 1940 : Hatten av för folket, Folkets hus teater
- 1942 : Blåjackor, dirección de Leif Amble-Naess, Teatro Oscar
- 1944 : Arsénico y encaje antiguo, de Joseph Kesselring, dirección de Hasse Ekman, Teatro Oscar[19]
- 1946 : Behärska dig kvinna, de Stanley Lupino y Edward Horans, dirección de Johan Jacobsen, Chinateatern[20]
- 1947 : Krigsmans erinran, de Herbert Grevenius, dirección de Henrik Dyfverman, Blancheteatern[21]
- 1947 : Lorden från gränden, de Noel Gay y L. Arthur Rose, dirección de Nils Poppe, Södra Teatern[22]
- 1948 : Stockholm hela dan, de Kar de Mumma, dirección de Douglas Håge, Södra Teatern[23]
- 1949 : De fem fåglarna, de Staffan Tjerneld, dirección de Björn Berglund, Blancheteatern[24]
- 1949 : Annie Get Your Gun, de Irving Berlin, Dorothy Fields y Herbert Fields, dirección de Sven Aage Larsen, Teatro Oscar[25]
- 1952 : South Pacific, de Richard Rodgers, Oscar Hammerstein y Joshua Logan, dirección de Sven Aage Larsen, Teatro Oscar[26]
- 1953 : Crimen perfecto, de Frederick Knott, dirección de Hasse Ekman, Intiman[27]
- 1953 : Den förstenade skogen, dirección de Hasse Ekman, Intiman
- 1954 : The Teahouse of the August Moon, de John Patrick, dirección de Stig Olin, Intiman[28]
- 1954 : Hjärtats dårar, de John Patrick, dirección de Eva Sköld, Intiman
- 1956 : El diario de Ana Frank, de Frances Goodrich y Albert Hackett, dirección de Olof Molander, Intiman[29]
- 1957 : Ninotchka, de Melchior Lengyel y Marc-Gilbert Sauvajon, dirección de Sven Lindberg, Intiman
- 1957 : Domaren, de Vilhelm Moberg, dirección de Per-Axel Branner, Intiman[30]
- 1958 : Arsénico y encaje antiguo, de Joseph Kesselring, dirección de Olof Thunberg, Intiman[31]
- 1958 : Funny Boy, de Hasse Ekman y Povel Ramel, dirección de Hasse Ekman, Idéonteatern
- 1959 : Doktor Kotte slår till eller Siv Olson, de Hans Alfredson y Tage Danielsson, dirección de Per Edström, Idéonteatern[32]
- 1961 : Det är aldrig för sent, dirección de Åke Falck, Intiman
- 1963 : Victor eller När barnen tar makten, de  Roger Vitrac, dirección de Mimi Pollak, Dramaten
- 1963 : Svejk i andra världskriget, de Bertolt Brecht, dirección de Alf Sjöberg, Dramaten
- 1963 : The Beggar's Opera, de John Gay, dirección de Per-Axel Branner, Dramaten
- 1964 : Vår lilla stad, dirección de Stig Torsslow, Dramaten
- 1964 : Hur man lyckas i affärer utan att egentligen anstränga sig, de Frank Loesser, Abe Burrows, Jack Weinstock y Willie Gilbert, dirección de Folke Abenius, Teatro Oscar[33][34]
- 1964 : Klas Klättermus, de Jackie Söderman, Dramaten
- 1965 : Yvonne, prinsessa av Bourgogne, de Witold Gombrowicz, dirección de Alf Sjöberg, Dramaten
- 1966 : Herr Puntila och hans dräng Matti, de Bertolt Brecht, dirección de Alf Sjöberg, Dramaten
- 1966 : Rannsakningen, dirección de Ingmar Bergman, Dramaten
- 1966 : Å, vilken härlig fred!, dirección de Hans Alfredson, Dramaten
- 1966 : Hustruskolan, de Molière, dirección de Ingmar Bergman, Dramaten
- 1966 : Kritiken över Hustruskolan, de Molière, dirección de Ingmar Bergman, Dramaten
- 1967 : Din stund på jorden, dirección de Bengt Lagerkvist, Dramaten
- 1967 : Troilo y Crésida, dirección de Alf Sjöberg, Dramaten
- 1968 : Purpurdamm, dirección de Bo Widerberg, Dramaten
- 1968 : Leva loppan, dirección de Mimi Pollak, Dramaten
- 1968 : Sommarnöjet, dirección de Ralf Långbacka, Dramaten
- 1968 : Alice i Underlandet, dirección de Staffan Roos, Dramaten
- 1968 : El enfermo imaginario, de Molière, dirección de Stig Torsslow, Dramaten
- 1969 : Woyzeck, dirección de Ingmar Bergman, Dramaten
- 1969 : Katten i gettot, dirección de Frank Sundström, Dramaten
- 1970 : Kasimir och Karoline, dirección de Mimi Pollak, Dramaten
- 1970 : El misántropo, de Molière, dirección de Frank Sundström, Dramaten
- 1970 : Vad betjänten såg, dirección de Frank Sundström, Dramaten
- 1971 : Indianer, dirección de Lars Göran Carlson, Dramaten
- 1971 : Modern, de Stanislaw Ignacy Witkiewicz, dirección de Alf Sjöberg, Dramaten
- 1972 : Oskuld och arsenik, dirección de Barbro Larsson, Dramaten
- 1972 : Slutet, dirección de Frank Sundström, Dramaten
- 1972 : Don Quijote, dirección de Jan-Olof Strandberg, Dramaten
- 1972 : Hölderlin, dirección de Lars Göran Carlson, Dramaten
- 1973 : Pampen, dirección de Yngve Gamlin, Dramaten
- 1973 : Mondäna kretsar, dirección de Mimi Pollak, Dramaten
- 1974 : Hamlet, de William Shakespeare, dirección de Lars Göran Carlson, Dramaten
- 1976 : La posada del Caballito Blanco, de Hans Müller y Ralph Benatzky, dirección de Jackie Söderman, Teatro Oscar[35]
- 1977 : My Fair Lady, de Frederick Loewe y Alan Jay Lerner, dirección de Henny Mürer, Teatro Oscar[36]
- 1979 : Annie, de Charles Strouse, Thomas Meehan y Martin Charnin, dirección de Stig Olin, Folkan[37]
- 1980 : El conde de Luxemburgo, de Franz Lehár, Alfred Maria Willner y Robert Bodansky, dirección de Ivo Cramér, Teatro Oscar[38]
- 1983 : Klas Klättermus, dirección de Jackie Söderman, Dramaten

### Director
- 1940 : Café Glada Änkan, de Ernst Berge, Vanadislundens friluftsteater[39]
- 1941 : Solvallakungen, de Ernst Berge, Vanadislundens friluftsteater[40]